# Lexington Avenue / 59th Street (métro de New York)
Lexington Avenue / 59th Street est une station souterraine du métro de New York située à la frontière des quartiers de Midtown et de l'Upper East Side à Manhattan. Elle est située sur deux lignes (au sens de tronçons du réseau), l'IRT Lexington Avenue Line (métros verts) et la BMT Broadway Line (métros jaunes) issues respectivement des réseaux des anciennes Interborough Rapid Transit Company (IRT) et Brooklyn-Manhattan Transit Corporation (BMT). Sur la base de la fréquentation, la station figurait au 8e rang sur 421 en 2012.
Au total, sept services y circulent :
- les métros 4, 6 et N y transitent 24/7 ;
- les métros 5 et R s'y arrêtent tout le temps sauf la nuit (late nights) ;
- la desserte <6> fonctionne en semaine durant les heures de pointe dans la direction la plus encombrée ;
- les métros W y circulent uniquement en semaine.